# Sua Graça
Sua Graça (inglês Your Grace; abreviado em português como SG) é um estilo usado para vários personagens sociais de alto escalão. Este tratamento é o penúltimo menor tratamento da nobiliarquia, estando acima apenas do de Senhoria.

## Utilização

### Uso no passado
Foi o estilo usado para tratar os monarcas da Escócia até o Tratado de União de 1707, quando o Reino da Escócia uniu-se ao Reino da Inglaterra, onde também foi usado por seus soberanos reinantes antes de Henrique VIII.

### Uso atual
Hoje, o estilo é usado quando se refere a duques e duquesas e arcebispos no Reino Unido.